# 一般化多角形
数学の一分野、組合せ論における一般化された多角形（いっぱんかされたたかっけい、英: generalized polygon）は、ジャック・ティッツによって導入されたある種の接続構造である。一般化された多角形は、その特別の場合として、射影平面（n = 3; 一般化三角形）、一般化四角形 (n = 4) の概念を含む（これらは、公理的な射影空間および極空間の中でもっとも複雑な種類のものである）。一般化多角形の多くはリー型の群から生じるが、そのような方法からは得られない異種 (exotic) の一般化多角形も存在する。一般化多角形はムーファン性（ルース・ムーファンに因む）と呼ばれる技巧的な条件を満足し、ティッツとワイスによる完全な分類が知られている (Tits & Weiss 2002)。

## 定義
一般化多角形とは、点の集合 P, 直線の集合 L と接続関係 I (⊂ P × L) の三つ組（接続構造）(P,L,I) で、以下に述べる正則性条件を満足するものを言う。一般化多角形の表示には、接続グラフと呼ばれる二部グラフ（頂点集合が P ∪ L で、辺集合は点と直線の接続関係を含む）を考える。
- 接続グラフの内径は、その直径（これを通例 n で表す）の二倍である。この条件は「点と直線の対を全て含む通常の n-角形が存在し、かつそれらを全て含む通常 k-角形 (k < n) は存在しない」という形で述べられることが多い。直径を明記する必要があるときは、直径 n の一般化多角形を一般化 n-角形と呼ぶ（小さい n に対しては、普通の多角形の場合に用いる別名もそのまま使われることがある）。
- 適当な自然数 s が存在して、接続グラフの頂点はすべて同じ次数 s + 1 を持つ L の元に対応する。すなわち、任意の直線はちょうど s + 1 個の点からなる。
- 適当な自然数 t が存在して、接続グラフの頂点はすべて同じ次数 t + 1 を持つ P の現に対応する。すなわち、任意の点はちょうど t + 1 個の直線上にある。

## 例
- 一般化された二角形 (n = 2) は完全二部グラフ Ks+1,t+1 である。
- n ≥ 3 なる自然数について、通常の n-辺多角形をとり、多角形の頂点を点とし、辺を直線として、通常の接続関係を備えた幾何を考えると、それは s = t = 1 なる一般化 n-角形を与える。
- 階数 2 の任意のリー型の群 G に対し、それに付随する一般化された多角形 X（ただし、n は 3, 4, 6 のいずれか）が存在して、G は X の旗の集合上に可移に作用する。

## フェイト-ヒグマンの定理
Feit & Higman (1964) は、有限一般化 n-角形で
s ≥ 2, t ≥ 2 であるものが存在するのは、n が
2, 3, 4, 6, 8
のいづれかであるときに限ることを示した。さらに
- n = 2 のとき、この構造は完全二部グラフである。
- n = 3 のとき、この構造は有限射影平面であり、かつ s = t　である。
- n = 4 のとき、この構造は有限一般化四角形であり、かつ t1/2 ≤ s ≤ t2 が成り立つ。
- n = 6 のとき、st は完全平方かつ t1/3 ≤ s ≤ t3 が成り立つ。
- n = 8 のとき、2st は完全平方かつ　t1/2 ≤ s ≤ t2 が成り立つ。
- s または t が 1 となることを許して、構造として通常の n-角形でないようなものも考えれば、n の値として（上掲のものに加えて）さらに n = 12 の場合（のみ）が考えうる。

などが成り立つ。
s と t の双方が無限大であるとき、2 以上の各 n に対して一般化された多角形が存在する。一方が有限で他方が無限であるとき（この場合を半有限という）は、一般化多角形の存在の有無は知られていない。